# 婦人相学十躰・婦女人相十品

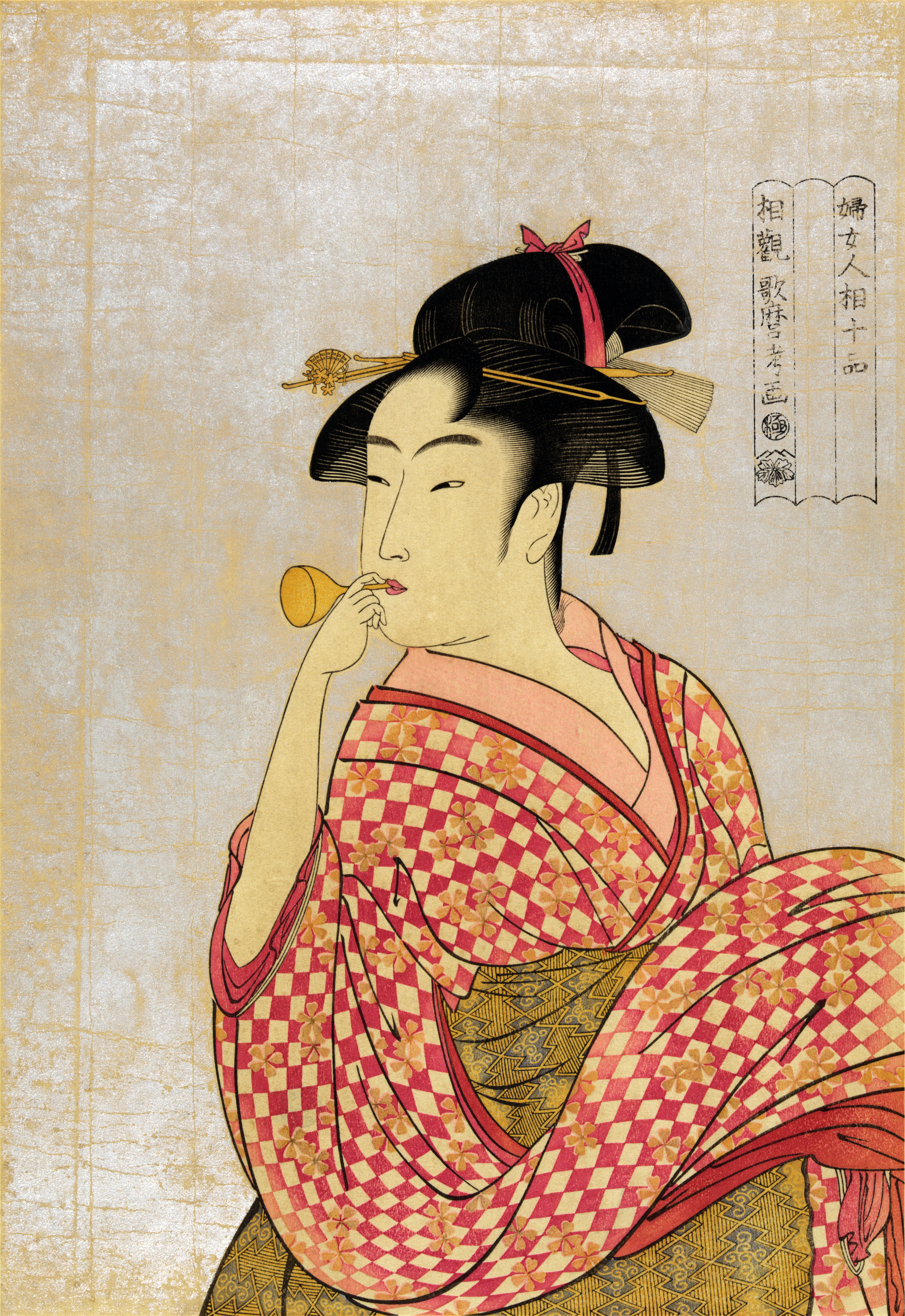
『婦女人相十品』の『ポペンを吹く娘』

『婦人相学十躰・婦女人相十品』（ふじんそうがくじってい・ふじょにんそうじっぽん）は 、喜多川歌麿作の美人画浮世絵の揃物である。当初は『婦人相学十躰』の名前で10作の揃物として出版が開始されたが、相学関係者からのクレームにより中途で『婦女人相十品』と改名したものの、それでもクレームが収まらなかったためにシリーズ全体では8作で終了したと考えられている。
出版の経緯としては、寛政の改革の一環である出版統制令違反により蔦屋重三郎が処罰された後、一枚絵の出版規制がゆるやかであったため、蔦重は歌麿の新機軸の美人画錦絵で再起を図ったことがきっかけとなった。再起作となった『婦人相学十躰・婦女人相十品』シリーズは、寛政4年（1792年）から寛政5年（1793年）にかけて出版されたと考えられている。シリーズ中には浮世絵切手に絵柄が採用されたことで知られている「ポペンを吹く女」、そして東京国立博物館に収蔵されている作品が重要文化財に指定されている「浮気之相」が含まれている。
美人画の揃物で初めて大首絵、そして雲母摺の画面を採用し、美人のトレンドを捉えて描くという美人画の伝統的な描き方を踏襲しつつも、女性の表情やしぐさを描きわけることによって各人の個性を反映させて、歌麿以前の浮世絵美人画のトレンドであった鳥居清長の画風を一新することに成功した。『婦人相学十躰・婦女人相十品』は歌麿の三大揃物のひとつとされ、また作品のクオリティの高さと初めて美人画の揃物に大首絵と雲母摺を採用した革新性によって、浮世絵史上の重要作品と評価されている。

## 制作までの経緯

### 歌麿の研鑽

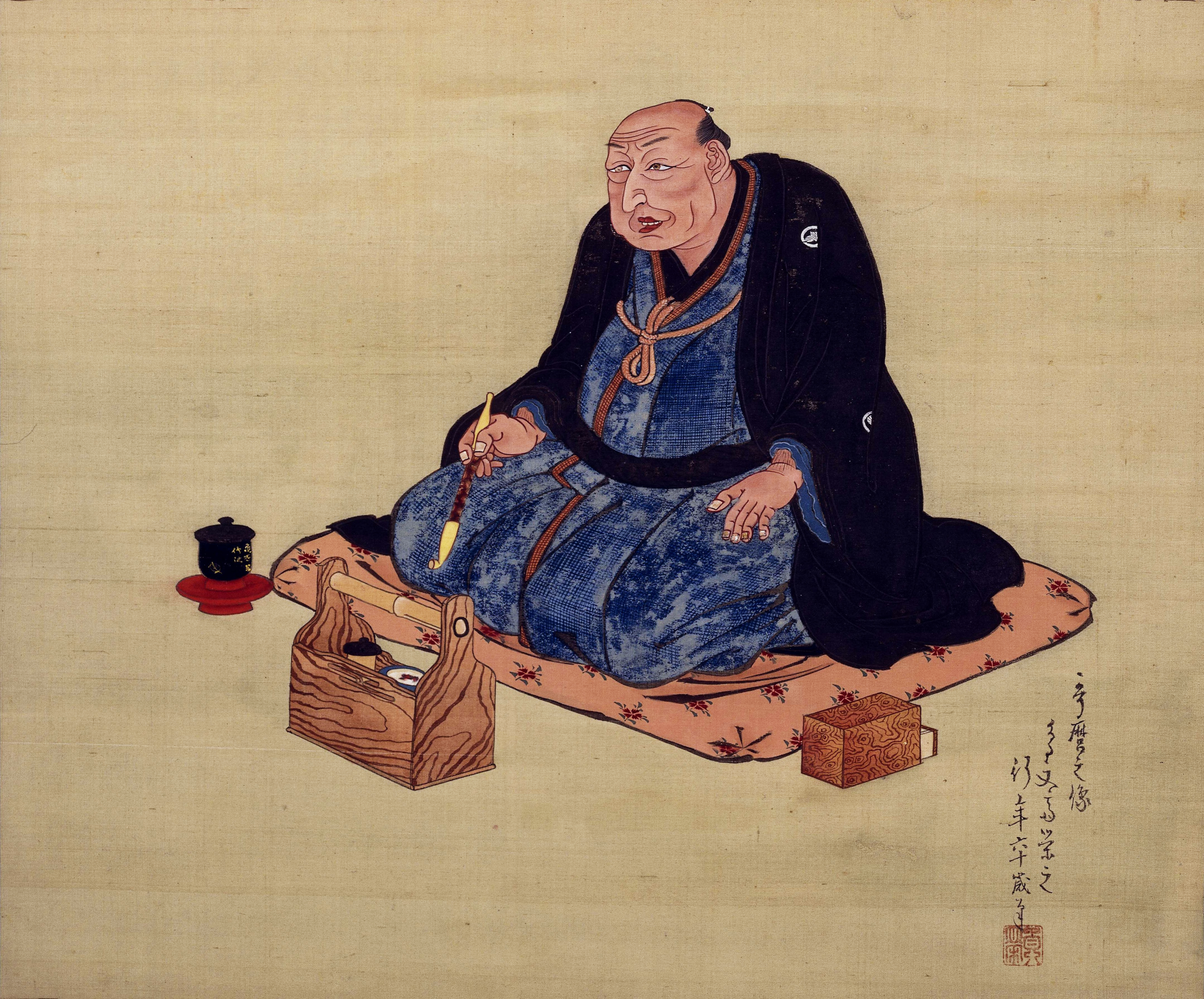
喜多川歌麿

喜多川歌麿は、まず鳥山石燕の門人となって絵画を学び、北川豊章を名乗った。安永4年（1775年）作の富本浄瑠璃正本の『四十八手恋所訳』の巻頭表紙絵が、確認されている中で浮世絵師としての初作であり、作品的には勝川春章からの影響がみられる。その後、北尾重政の影響を受けた画風に転換していく。
天明元年（1781年）春に歌麿を名乗るようになり、その後ほどなく喜多川を画業で用いる姓とした。歌麿の才能に着目した蔦屋重三郎は、天明初年から歌麿を自宅に住まわせたと伝えられていて、蔦重の庇護と援助を受け、歌麿は浮世絵師としての腕を磨いていった。蔦屋重三郎は歌麿の作品を天明4年（1784年）頃から出版した。天明年間、蔦重は狂歌師との繋がりの中で狂歌集の出版を手掛けたが、挿絵を歌麿に担当させるなどして、多くの作品を制作、出版していく。
天明年間、美人画のジャンルで一世を風靡していたのは鳥居清長であった。歌麿は八頭身のすらりとした女性の全身像が特徴の、清長流の美人画を描くようになった。歌麿が鳥居清長から受けた影響は大きく、歌麿が描く美人画の表現様式は清長の作風を咀嚼発展させていく中で生み出された。しかし天明7年（1787年）頃、清長は鳥居派の宗匠の座を継ぐことになって、鳥居派の家業である歌舞伎関連の作品制作に注力せねばならなくなった。鳥居清長が錦絵制作から距離を置かざるを得なくなる中、清長の次の美人画のトレンドを担う絵師を巡る競争が始まった。

### 蔦屋重三郎の再起に向けて

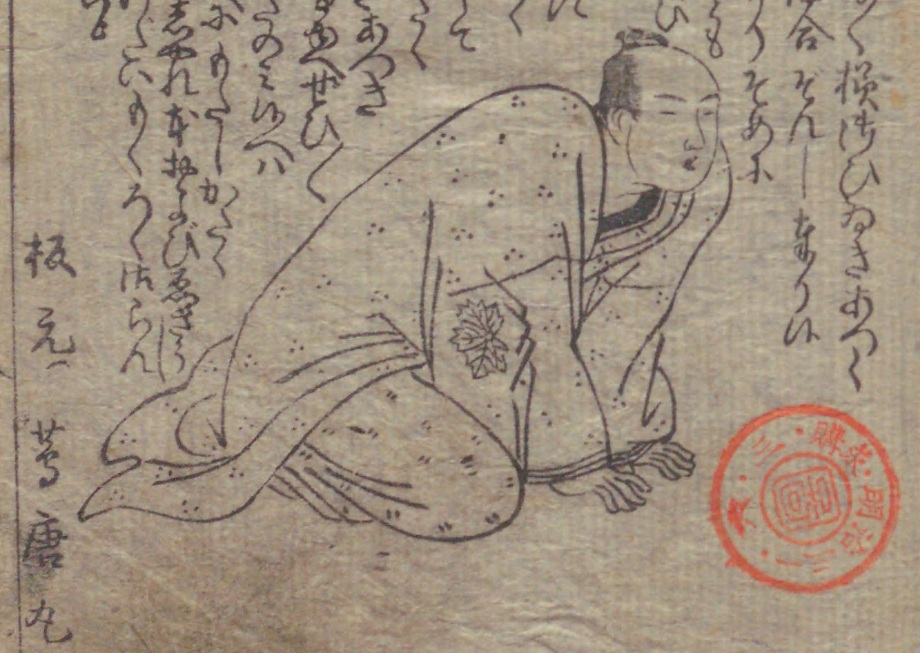
蔦屋重三郎

天明年間は天明3年（1783年）の大冷害による天明の大飢饉、 浅間山の大噴火、そして天明6年（1786年）の風水害と大規模な天災が相次ぎ、高まる経済危機の中で天明７年（1787年）には全国で同時多発的に発生した天明の打ちこわしにより親田沼勢力は壊滅して、政治危機の中で松平定信による寛政の改革が開始された。
寛政の改革による引き締め政策の一環として、社会の引き締めと奢侈に流れる風潮の是正を目的として浮世絵や黄表紙、洒落本などの出版統制が行われた。寛政2年（1790年）の5月と10月には出版関係者に取締令が公布され、華美な色刷り本の出版、事件や世情の風刺をするような出版の禁止などが言い渡された。この時点では絵本や絵入りの本は厳しく統制されたが、一枚物の絵については特にお構いなしとされた。しかし内容についての検閲が求められるようになり、地本問屋仲間から月2名の当番制で内容の検閲が実施され、検閲済みの「極」の印を捺された上で出版されることになった。
寛政2年の出版統制令でスケープゴートにされたのが蔦屋重三郎と山東京伝であった。寛政3年（1791年）正月に山東京伝作、蔦屋重三郎によって出版された三冊の洒落本が、出版取締令に違反しているとして京伝は50日間の手鎖、蔦重は財産の半分の没収である身上半減の処罰を受けた。当局としては当時、大衆出版の分野で活躍していた蔦重と京伝を奢侈に流れる世情への警告の意味を込め、見せしめ的に処罰した感が強かった。
大きな打撃を受けた蔦屋重三郎であったが、前述のように取締令では「壱枚絵之類は、画のみに候はば、大概は苦しからず候」と、一枚絵の制作は特にお構いなしとされたことから、錦絵の出版に活路を見出すことになった。中でも歌麿の美人画の売り出しを自らの再起の起爆剤とする決意を固めた。歌麿もまた恩義ある蔦屋重三郎の再起を後押しすべく、熱意をもって美人画の制作に取り組んだのではとの見方があり、また後述のように歌麿は山東京伝の洒落本からの影響を受けていたと考えられ、京伝の処罰も奮起する材料になったとの意見もある。版元としての蔦屋重三郎の再起作品ともなった、歌麿の画期的な美人画シリーズが『婦人相学十躰・婦女人相十品』であった。

## 構成

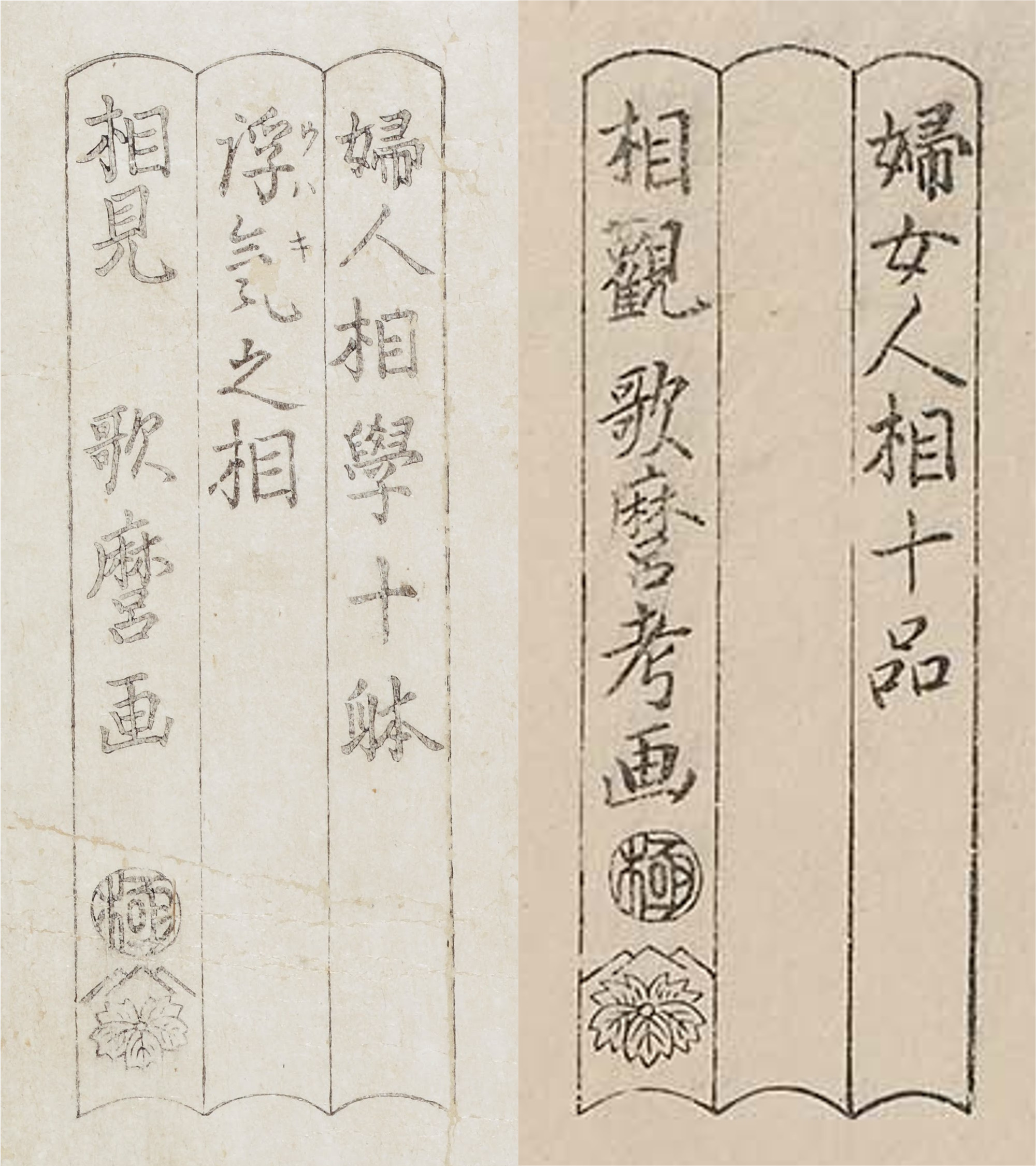
『婦人相学十躰』、『婦女人相十品』の栞型枠

『婦人相学十躰』は5作品、『婦女人相十品』は4作品で構成されている錦絵の揃物である。なお『婦人相学十躰』は1915年の記録にある、「茶碗を乗せた茶托を持つ女性像」を含めた6作品、『婦女人相十品』は図柄不明の「下層の美人の半身図」を含めた5作品であるとの説もあるが、ともに信頼できる作品確認がなされていない。なお、「ポペンを吹く女」は『婦人相学十躰』と『婦女人相十品』双方にあるため、シリーズとしては合計８作品となる。十躰、十品の命名から、当初は総計10作の揃物の出版企画であったとみられている。また後述のように当初の命名は『婦人相学十躰』であったものが、途中から『婦女人相十品』に改名されたものと考えられている。
『婦人相学十躰』、『婦女人相十品』ともに栞型の枠があり、枠内に揃物の題名、そして『婦人相学十躰』は相見歌麿画、『婦女人相十品』は相観歌麿考画と記されている。そして『婦人相学十躰』の「面白キ相」、「浮気之相」には副題が記入されている版があるが、副題が省略されている版も確認されている。また『婦人相学十躰・婦女人相十品』の各作品には栞型の枠内に、版元の印とともに検閲を通したことを示す極印が捺されているが、『婦女人相十品』の「日傘をさす女」のみ極印が無く、この作品のみは検閲を通すことなく出版されたと考えられている。

## 三つの揃物

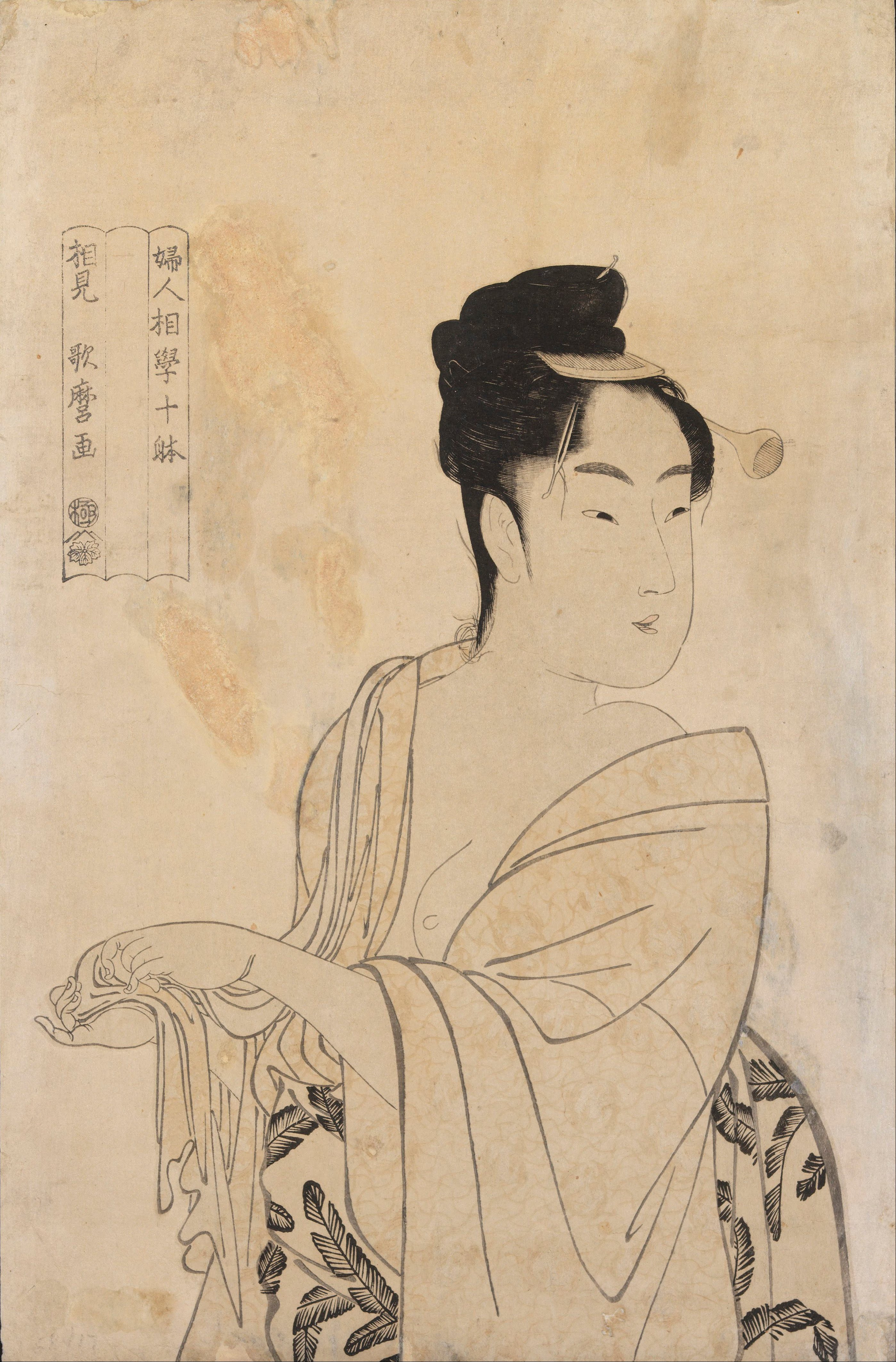
副題が省略されている版の「浮気之相」

歌麿が制作した美人画の大首絵には、『婦人相学十躰』、『婦人人相十品』、『婦人相学拾躰』という、題名が類似した三種類の揃物がある。この三種類の揃物の関係性はこれまで議論の的となってきた。
寛政年間の出版であることが明らかである『婦人相学十躰』と『婦人人相十品』に対して、『婦人相学拾躰』は享和年間の出版であり、制作時期に明らかなタイムラグがある。しかし画題はともに美人画の大首絵であり、浮世絵研究家の井上和雄は当初、『婦人相学拾躰』は『婦人相学十躰』の継続企画として制作されたものと考え、出版年代が被る『婦人相学十躰』、『婦人人相十品』とともに、三者同一の揃物として制作されたのではないかと考えた。しかし井上は『婦人相学拾躰』制作までにタイムラグがあり、『婦人相学十躰』、『婦人人相十品』の版元が蔦屋重三郎であるのに対して『婦人相学拾躰』は版元が異なるため、やはり三者同一の揃物とするのには無理があると考えを改めた。そして井上は出版時期がほぼ同時期であるとみられる『婦人相学十躰』と『婦人人相十品』が、別々の揃物であるというのは不自然であると考え、当初、『婦人人相十品』として出版されたが、途中で『婦人相学十躰』と改題し、その後、享和年間になって一種のリバイバル版として『婦人相学拾躰』を制作したとの説を提示するに至った。
美術研究家の尾高鮮之助は井上和雄の説に賛同した。尾高は「ポペンを吹く女」が、『婦人相学十躰』と『婦人人相十品』双方に存在することを新たな井上説の証拠として挙げた。そしてリバイバル版であると考えられる『婦人相学拾躰』が『婦人相学十躰』の名を引き継いでいることから、『婦人人相十品』、『婦人相学十躰』、『婦人相学拾躰』の順で出版されたと考えるのが自然と考えて、井上説の『婦人人相十品』を途中で『婦人相学十躰』に改題したとの説が支持できるとしたものの、根拠としては不十分であり、逆に『婦人相学十躰』を『婦人人相十品』に改題した可能性を排除できないことも指摘した。
一方、改題説とは異なる説も提唱された。『婦人相学十躰』、『婦人人相十品』は別個の揃物として出版されたとの説である。『婦人相学十躰』と『婦人人相十品』はそれぞれ10作の錦絵で構成されていたが、一部が散逸してしまって、失われたないし見いだされていない作品があるのではないかとの考え方である。
『婦人人相十品』と『婦人相学十躰』は同一の揃物であり、出版途中で『婦人人相十品』から『婦人相学十躰』に改題したとの説、『婦人人相十品』と『婦人相学十躰』は別個の揃物であるとの説はともに支持する専門家がいたが、前者の『婦人人相十品』から『婦人相学十躰』に改題したとの説が有力であった。
『婦人相学十躰』と『婦人人相十品』の各版を検討した浅野秀剛は、新たな説を提唱した。浅野は『婦人相学十躰』の「面白キ相」と「浮気之相」がシリーズ中最初に制作、出版されたと考えた。理由としては「面白キ相」と「浮気之相」のみ、栞型の枠の中に副題を記した版があり、また副題を削った版も存在することを挙げた。これまでの通説のように栞型の枠の中に副題が全く無い『婦人人相十品』が先行して出版されたと考えると、『婦人相学十躰』の「面白キ相」と「浮気之相」のみに副題を記した版と記さない版があることの説明が困難であり、「面白キ相」と「浮気之相」の初刷り後に副題を省かざるを得なくなる事情が発生し、その後の作品のすべてに副題が記されなくなったと考えるのが合理的であるとした。
浅野は副題が削られた理由として、相学関係者からのクレームではないかと推定した。それでも相学関係者からのクレームが収まらなかったため、「ポペンを吹く娘」の出版途中で『婦人人相十品』に題を変更して相学の文字を外した。しかしクレームは収まらず、錦絵の検閲担当者に圧力をかける事態に陥り、全シリーズの最終作品となった「日傘をさす女」は検閲を通さずに出版されたため、検印が捺されないことになった。結局、『婦人相学十躰・婦人人相十品』は計画通りの10枚の揃物になることはなく、8枚で終了になったのではないかと考えた。この浅野の説は説得力があるとして受け入れられている。

## 相学と十躰
歌麿が制作した『婦人相学十躰・婦人人相十品』は、人相などから性格や各種の才能、そして未来を予測する相学からの影響が指摘されている。高尾一彦は、人相の見立てにことよせて女性の内面を推しはかろうとする遊びを描いた洒落本があり、『婦人相学十躰・婦人人相十品』はそういった洒落本の趣向を取り入れ、歌麿の描く美人像からその内面を推しはかるという、ある種の遊びの企画として制作されたのではないかとの説を提唱している。狩野博幸は、版元である蔦屋重三郎のアイデアで、観相家としての歌麿が様々な女性像を描いたと考えている。また河野元昭も相学の考え方を作品に応用したのは蔦屋重三郎のアイデアではないかと推測している。そして浅野秀剛は、作者歌麿が相学的な見方で女性を見立て、その見立てをもとに10種類の作品にまとめ上げようとしたと考えている。浅野は後述のように、役者絵以外の洒落本や春画の大首絵では相学が取り入れられていて、歌麿はその流れを継いだと指摘している。村瀬可奈は、相学に基づいた人相本の出版を蔦重は検討していたが、多くの版元で出版されていた人相本ではオリジナリティの発揮が難しいと判断したため、相学に基づいた錦絵の一枚絵大首絵の出版を考え付いたのではないかと考えている。
また優れた和歌の十種類の型を表す十躰という言葉があり、中でも藤原定家が定めた定家十躰が著名である。『婦人相学十躰』の十躰は、十種の婦人の優れた人相といった意味合いを込めて名付けられたとの説がある。なお定家十躰の中には面白様という項目があり、「面白キ相」が『婦人相学十躰』の中でも最初に制作されたと考えられることからも、やはり優れた和歌の型を表す十躰、中でも定家十躰から名付けられたと推測されるとの意見がある。

## 山東京伝からの影響
『婦人相学十躰・婦女人相十品』の制作に山東京伝からの影響を指摘する意見がある。歴史学者の高尾一彦は、井原西鶴から山東京伝が受け継いだ庶民的な倫理観に基づく表現である洒落を、絵画で表現したものが歌麿が創始した美人画の大首絵であると主張している。
また山東京伝からの直接的な影響を指摘する意見もある。美術史の研究者である安井雅恵は、山東京伝作で、蔦屋重三郎が出版した洒落本、『客衆肝照子（きゃくしゅきもかがみ）』の挿絵と『婦人相学十躰』の「面白キ相」は極めて良く似ており、歌麿は『客衆肝照子』の挿絵を参考にしたと主張している。また『客衆肝照子』の文章と挿絵は、様々な年齢や境遇の女性の身振りや表情を具体的に表現しており、歌麿はその制作スタイルを『婦人相学十躰・婦女人相十品』に取り入れたのではないかと考えている。

## 特徴
錦絵にリアリティを求める当時のトレンドを敏感に察知した蔦重は、リアリティのある新たな美人画の制作を歌麿に求めたのではないかと考えられる。歌麿は蔦重の期待に応え、これまで美人画の世界を席巻していた鳥居清長風の美人画のイメージを一新する作品の制作に成功する。歌麿独自の作風の美人画で、大首絵を採用した最初の揃物が『婦人相学十躰・婦人人相十品』であり、制作年代は寛政4年（1792年）から寛政5年（1793年）であると推定されている。全8作の『婦人相学十躰・婦人人相十品』は、少ない作品でも3、4種類の異版が確認されていることから、評判が良く再版が繰り返されたと考えられている。

### 大首絵の採用
浮世絵の人物画において、人物像の胸から上の半身や顔をクローズアップして描く大首絵は、役者絵のジャンルから発展した。 元文から寛保年間（1736年～1744年）、西村重信、二代目鳥居清倍は、扇形の枠の中に人物の半身像を描く浮世絵作品を制作する。その後、写実的なリアリティがある役者絵で新たな表現を開拓した勝川春章は1770年代から、この扇形の枠の中にリアリティのある役者の姿を描くようになった。春章の弟子である勝川春好は、天明年間から寛政年間初期にかけて、大判の錦絵に役者の顔面を大写しに描く本格的な大首絵を制作する。
役者絵以外の大首絵は、宝暦7年（1757年）頃に上方で出版された普穿山人（ふせんさんじん）作の、男女の相性を相学の概念を用いながら説明する洒落本、「秘事真付（ひじまつけ）」の付録である「艶史人相七品考（いろごとにんそうなないろのかんがえ）」が最初の作品である。その後、洒落本や春画で大首絵が描かれる例が見られるようになった。春画で描かれる大首絵には相学に基づく観相の概念とともに、鏡のモチーフが使われていた。
歌麿や東洲斎写楽の大首絵の作品は、寛政年間初年までに確立された役者を描く大首絵作品の延長線上に誕生することになる。また浅野秀剛は役者絵以外の洒落本、春画の大首絵からは相学が引き継がれたと考えている。
歌麿以前の美人画は全身を描くのが通例であった。また美人画は当時の理想の美人像を描くことが通例であり、容貌や衣装に一定のフォーマットがあったため、個性を描き分ける形で発展してきた大首絵は美人画には採用しにくかった。しかしそのような中で歌麿はそれまで役者を描いていた大首絵を美人画に採用した。大首絵を採用することによって、歌麿はこれまでの全身像で周囲の光景や衣装を丁寧に描写する中で女性美を追求するやり方ではなく、女性そのものにフォーカスを当て、表現する方式へと舵を切った。
前述のように揃物の美人画錦絵で最初に大首絵を採用したのは『婦人相学十躰・婦人人相十品』シリーズであるとされている。『婦人相学十躰・婦人人相十品』を見た人々は、それまでの清長風の整った全身像の美人画と全く異なる、上半身像のクローズアップで描かれる歌麿の美人画を驚きをもって迎え入れたと考えられる。歌麿が描いた『婦人相学十躰・婦人人相十品』シリーズでは、美人のトレンドそのものを捉えた美人画の伝統的な描き方を踏襲しつつも、女性の表情やしぐさを描きわけることによって各人の個性を反映させ、リアリティを求める時代のトレンドにも応えることに成功する。

### 色彩と構図
『婦人相学十躰・婦人人相十品』シリーズにおいて歌麿が美人画で採用した真新しい技法は大首絵だけではなかった。まずバックを白雲母 粉末で塗りつぶす雲母摺 を採用した。浅野秀剛は前述の洒落本や春画の大首絵でモチーフとして取り上げられた鏡のイメージが、美人画の雲母摺のルーツであると考えている。
雲母摺でバックが塗りつぶされた歌麿の美人画を見た人々は、背景と女性像との調和が取れた作風であった清長流の美人画との違いの大きさに驚いたものと考えられる。白く輝く雲母摺の背景は錦絵に豪華さを付与し、描かれた女性像に一種の偶像化がなされる効果があった。それ以上に背景が抹消されたことによって人物の描写に視点が集中する効果をもたらし、表情やしぐさや衣類などに鑑賞者の関心が向かうようになって、描きわけられた女性それぞれの個性に想像力が働くようになった。
また構図的にもそれまでの美人画が画面の中央に女性像を置いていたのに対し、歌麿は、『婦人相学十躰・婦人人相十品』において、あえて中心からずれた位置に女性を描く不安定な構図を採用した。この不安定な構図によって、記念撮影のように人物が整列した状態を描いたそれまでの美人画とは異なり、あたかもスナップショットを撮るかのごとく、動きがある情景を切り取ることに成功し、生々しい臨場感が感じられる作品に仕上がった。
『婦人相学十躰・婦人人相十品』では倹約を励行した寛政の改革の方針に沿って多くの色を使用することを避けたこともあって、色彩に関しては抑制的であり、使われている色は多くない。また描線の使用も抑え気味にしている。これらも清長流の繊細かつ華麗な色遣いを見慣れた人々にとって新鮮な感覚を与えたと考えられる。優れたデッサン力と相まって、少ない色を効果的に使用することによって、歌麿は毛髪のほつれ、指の動き、肌の柔らかさ、そして小物に至るまで実感的に表現し、リアリティのある作品に仕上げることに成功した。

## 各図

### 婦人相学十躰

#### 面白キ相

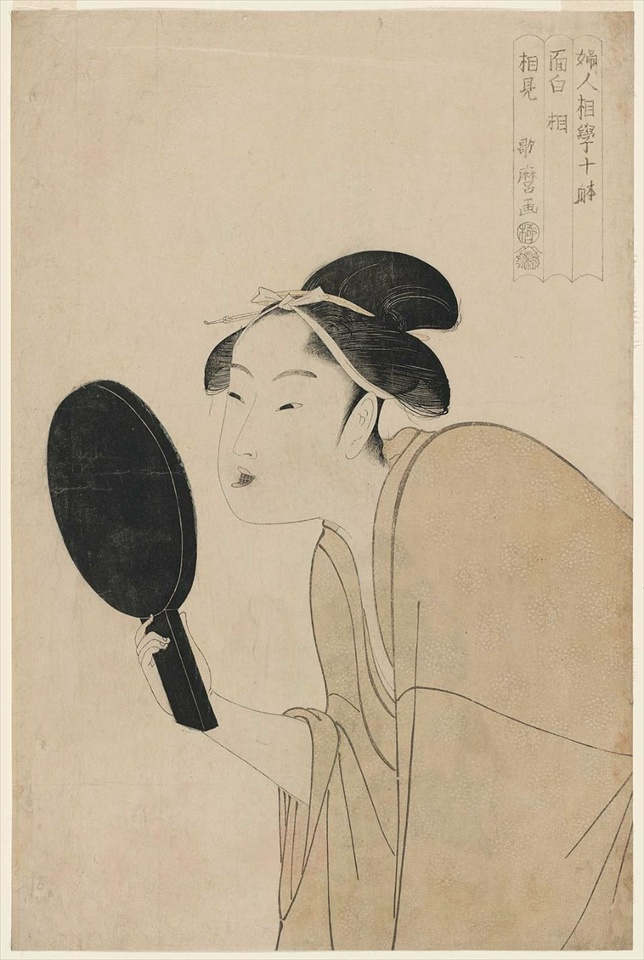
面白キ相

前述のように栞型の枠の真ん中に「面白キ相」と題名を記した版がある。このことから「浮気之相」とともに『婦人相学十躰・婦人人相十品』シリーズの中で最初に制作、出版されたものと考えられている。
歯を出してお歯黒の乗り具合を手鏡で確認している女性の姿の面白さを描いている。色彩は抑え気味であるが、手鏡は摺りを工夫し、また艶の出る墨を用いて漆塗りの光沢を出している。鬢や髷からほつれた髪をリアルに描き、構図的には画面右下から三角形を成す形で女性の上半身を描き、三角形の頂点に当たる部分に顔を描いた。このような構図を取ることによって、お歯黒の乗り具合を確かめるために鏡をのぞき込む女性の、一瞬の動きを捉えた作品に仕上がった。また鏡面を見せないことで鏡を見る女性像に鑑賞者の視点が集まるように工夫されている。なお女性の着物は制作当初はツユクサとも考えられる青色に染められていたとみられているが、退色してしまっている。
当時、基本的にお歯黒は既婚者がするものであった。女性の風貌からなまめかしさが漂い、また嬉しそうな表情から、婚礼を前に、初のお歯黒をつけた女性像を描いたのではないかとの推測もある。

#### 浮気之相

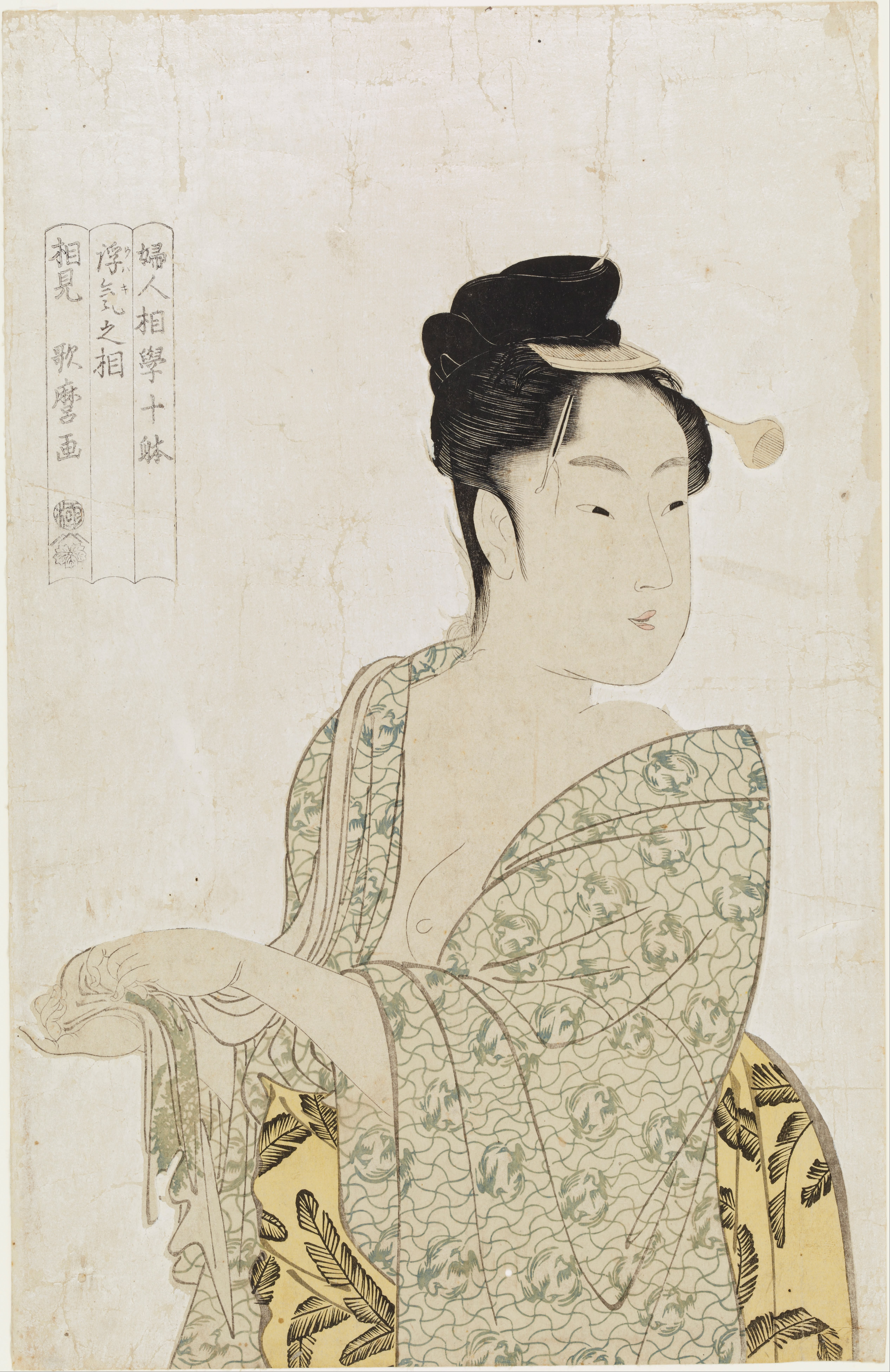
重要文化財に指定されている、東京国立博物館所蔵の「浮気之相」

「浮気之相」も「面白キ相」同様、栞型の枠の真ん中に「浮気之相」と題名を記した版があることから、シリーズ中最初の出版であったと考えられている。浮気という言葉は当時から一人のパートナーだけではなく、多くの人に情を移す多情、好色といった意味合いでも用いられていたが、陽気で派手好き、浮ついていて落ち着きに欠けるという意味合いでも用いられていた。この作品の場合、現在と同じく多くの人に情を移す多情、好色といった意味合いで良いのではという意見がある。
片方の肩と胸をのぞかせた湯上りの女性の姿を描いており、洗い髪の質感、湯上りのほてった感覚やつややかな肌が描写されていて、濃艶な色香が漂っている。描かれている髷は貝髷といい、洗髪後や化粧の最中などの際に仮に結う髷であるが、その仮の髷に櫛や簪をつけている姿に女ごころを感じるという意見もある。季節的には肩にかけた手拭いで手を拭き、しどけない姿からも夏の光景であると見られている。濃艶な色香や腕や指の描写からも大人の女性を描いたものと考えられていて、花柳界の女性なのではとの推測もある。また女性の振り返る方向と手拭いに触れる手の動きが逆方向であり、動きを感じさせる画面構成となっている。浮世絵の描写の慣例として、振り返った姿で描かれている女性の視線の先には男の存在が暗示されている。
表現技法的には雲母摺の画面に色数を絞った色使いで、湯上りのまだ濡れてほつれた髪、手拭いで手を拭く仕草、そして浴衣地の模様や芭蕉の葉の模様をした帯とが効果的に描かれている。そして簡素な輪郭線で肩と乳房を描いて豊かな肉体美を表現し、背筋を伸ばした姿勢の良さで品格を感じさせ、濃艶な色香の中にも気品が保たれていて、『婦人相学十躰』・『婦人人相十品』シリーズ中の傑作と評価され、更に歌麿の最高傑作の一つであるとの評価されている。
なお、東京国立博物館に所蔵されている「浮気之相」は、昭和37年（1962年）に重要文化財に指定されている。

#### 団扇を持つ娘

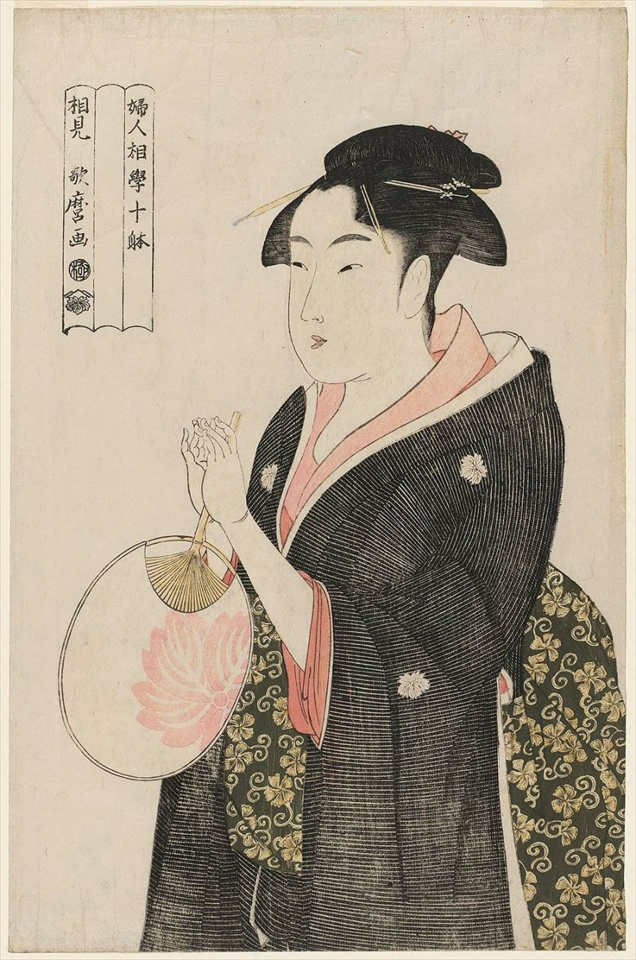
団扇を持つ娘

団扇を逆さに持って、柄をくるくる回している女性の姿を描いている。精巧な彫と摺りの技術で濃淡をつけて夏衣の薄手の着物、帯の模様を表現し、下ぶくれ気味の福々しさが感じられる頬なども優れた表現である。また団扇の柄をくるくる回すという、女性のちょっとした仕草を的確に捉えた歌麿の表現力の確かさを評価する意見もある。
女性本人に関しては、逆さに持った団扇をくるくる回す仕草などから、あどけなさや恥じらいが感じられるという評価や、容貌からみて中年の女性を描いており、派手さはないものの上質な帯を締めていて、団扇と着物に描かれている紋が、蔦屋重三郎の商標から上部に描かれている山形を取った形に見えることから、蔦屋重三郎の妻をモデルにしたのではとの推測や、気品のある衣装から、大きな商家の娘ではないかとの推測もなされている。また寛政三美人にも描かれた難波屋おきたがモデルなのではないかとの意見もある。

#### 指折り数える女

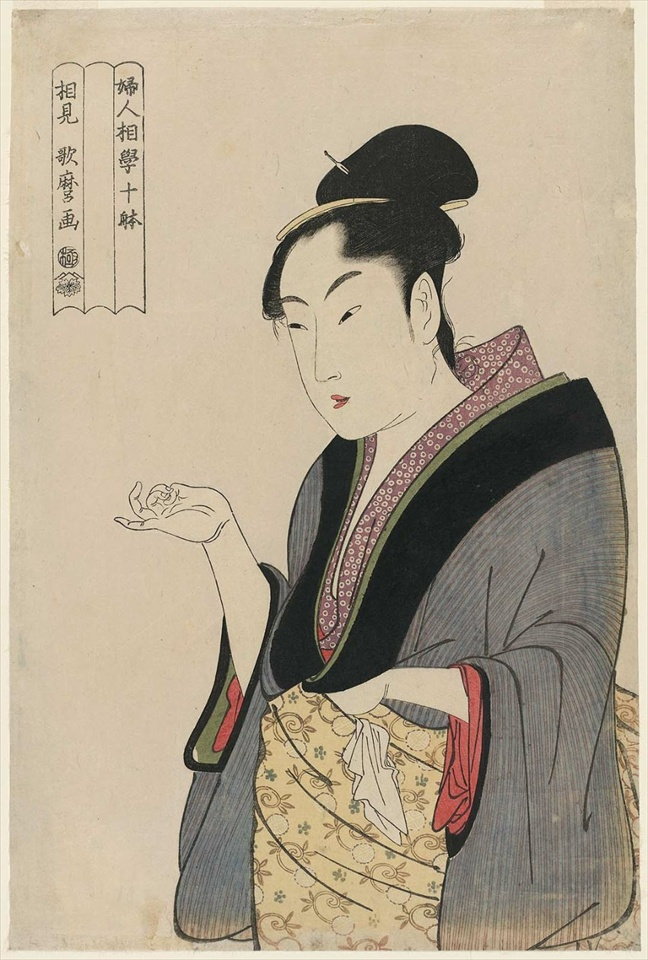
指折り数える女

髷の結い方と着衣から、商家で下働きをしている女性を描いたと考えられている。女性は真剣なまなざしで指を折りながら数をかぞえている。指折り数えるという日常的にありふれた光景を題材として、女性の細やかな心理を描き出そうと試みており、例えば意中の男性と会えるまでの日数を数えているのではとの推測がなされている。
襟と袖口の黒がバックの雲母摺との間に効果的な色彩効果をもたらしており、左手を少し帯に入れたポーズは、ちょっと気取った雰囲気を表す伝統的な表現との見立てがある。なお、『婦人相学十躰・婦人人相十品』シリーズでは基本的に女性に小道具を持たせることによって画面に変化をつけているが、この『指折り数える女』のみ小道具を描いていない

### 婦人相学十躰・婦人人相十品

#### ポペンを吹く娘

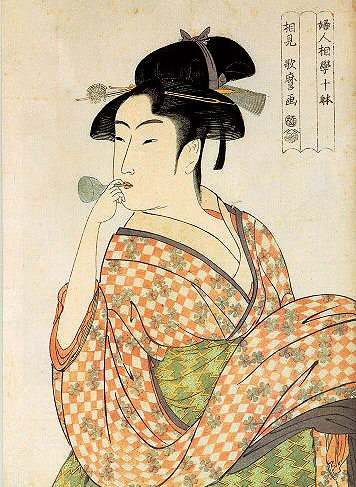
『婦人相学十躰』の『ポペンを吹く娘』

前述のように「ポペンを吹く娘」は、『婦人相学十躰・婦人人相十品』両方にある。これは『婦人相学十躰』の題名に相学の関係者からクレームが出されたため、『ポペンを吹く娘』の出版途中で題名を『婦人人相十品』に変更したためと考えられている。
ポペンとは薄いガラス製の細工物であり、息を出すと底の部分が膨らみ、吸うとへこむようになっていて、その際にポペンポペンと軽い音が出ることから名付けられた。なお、描かれている女性はポペンを楽しんでいる上に髪に扇に花模様をあしらったガラス製の櫛を挿しているが、このようなガラス製の櫛は安永年間（1772年～1781年）以降、女性の間で流行していて、当時の流行のトレンドを歌麿は巧みに作品に取り込んでいる。
構図的には振り返った女性の姿を描いており、女性が着用している振袖の描写と相まって動きが感じられる。右手の人差し指だけを離した形でポペンを持ち、ちょっと頬を膨らませながら吹いている姿など、女性はあどけなさ、初々しさが感じられる姿で描かれており、紅色系統の市松模様に花模様を散らした大振袖と、薄緑色の帯がおしゃれな若い娘のあでやかさを感じさせ、若い女性の姿を生き生きと描き出している。
なお、『ポペンを吹く娘』は昭和30年（1955年）に浮世絵切手の絵柄として採用されている。

### 婦人人相十品

#### 文読む女

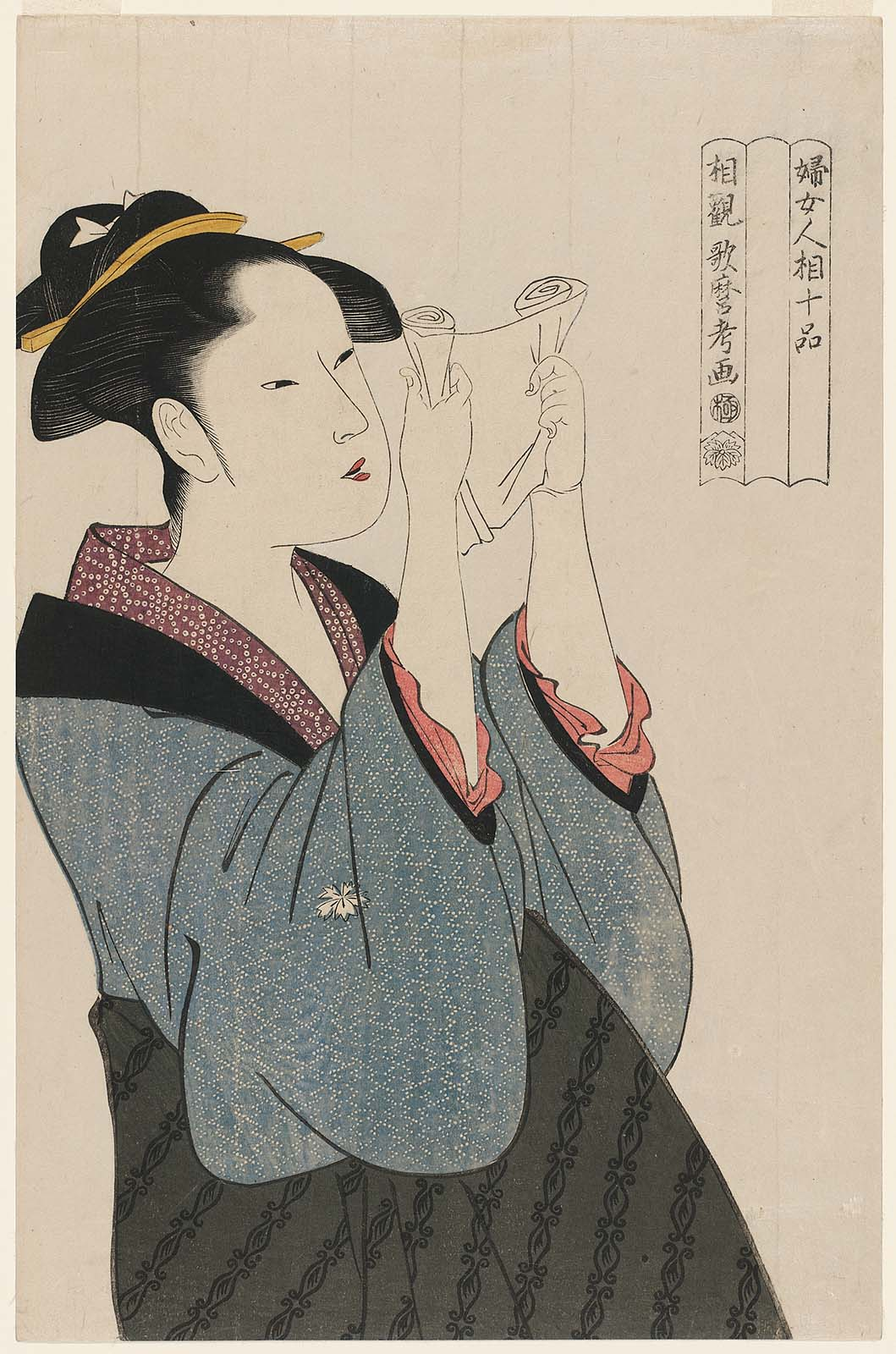
文読む女

お歯黒を付け、眉を剃って前帯をしていることから既婚者であり、年齢的にも中年の女性を描いていると考えられ、目を近づけながら手紙を読んでいる光景を描いている。晴れ着用の紋付の江戸小袖を着用しながら、普段着用の黒の掛袖をしているところから、接客業の既婚女性を描いているのではとの推測がある。構図的には画面左上から右下の対角線上に女性の身体部分を描き、画面下部の大きな帯で画面を支える形をとっており、また前帯の形を三角形とすると頂点の部分に顔を描き、視点が女性の顔に集まるような構図となっている。また色彩は少なめでありながらも効果的な使用で優れた作品に仕上げている。
浮世絵で女性が読む手紙は恋文という不文律がある。この『文読む女』もやはり恋文を読んでいる光景を描いており、背中をそらし気味にしながら恋文を握りしめ、真剣な面持ちで読んでいる光景から、何らかの男女間のトラブル等が背景にあるのではとの推測があり、例えば遊女からの夫宛の恋文を読んでいる光景ではないかとの見立てがある。

#### 煙草の煙を吹く女

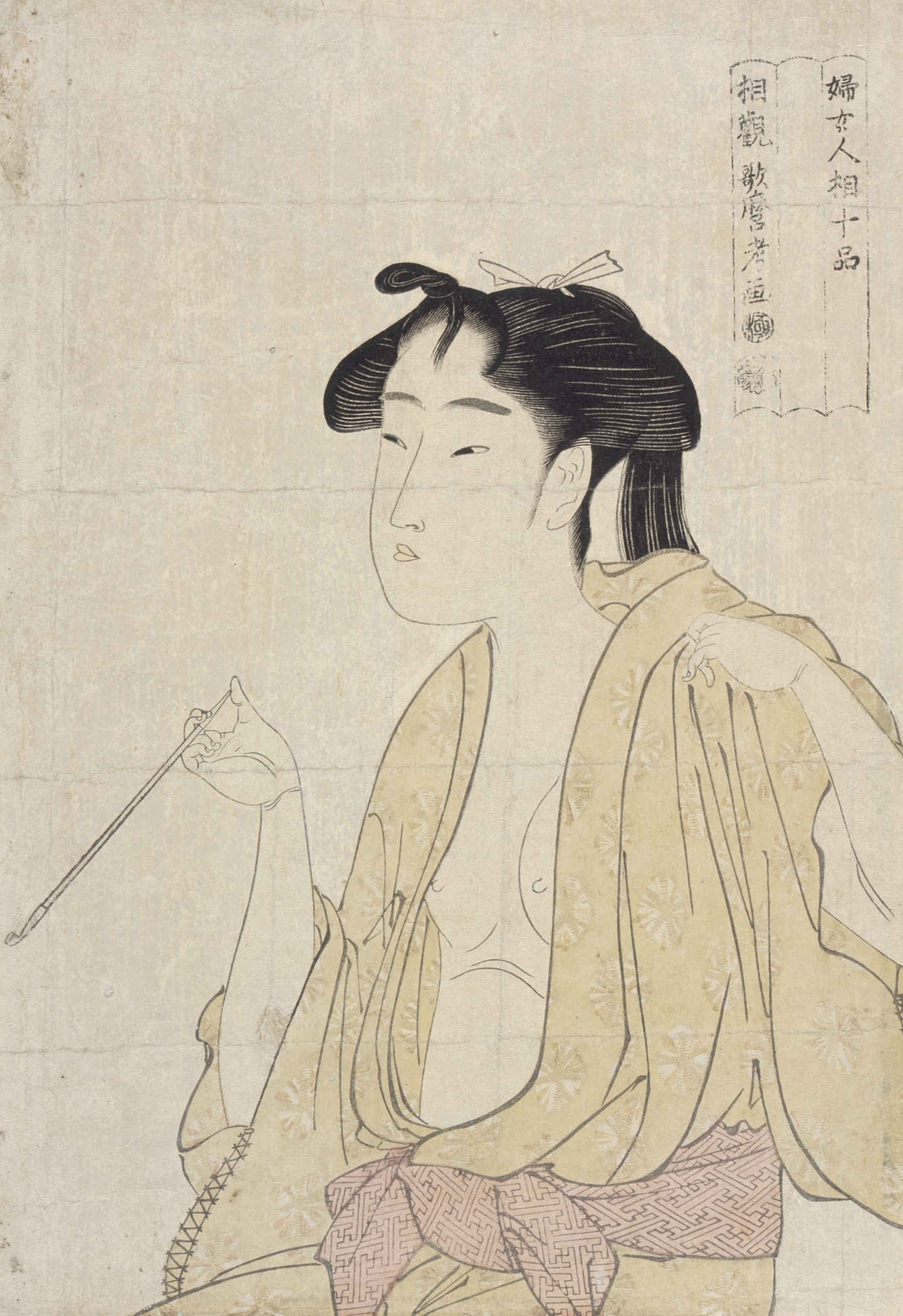
煙草の煙を吹く女

湯上りに浴衣の前をはだけ、一服しながらくつろいでいる女性の姿を描いている。湯上り後の髪をまだ整えきっていないように見える姿で描かれており、キセルを持つ指の表現にも細やかな配慮が見られる。肌もあらわにしたおおざっぱな着こなし、無造作に結んだ髪の描写からは女性の色香が漂ってくる。そして空摺りを用いて、すぼめた女性の口から煙が吐かれている光景が描写されている。おおざっぱな帯の結び方やはだけた胸元の描写から、岡場所の女性を描いたのではないかとの推測がある。またキセルの吸い口に親指をかけている描写は、煙草を吸う人の仕草をよく研究しているとの指摘もある。
女性の雰囲気は頽廃的な中にも気取ったポーズが感じられ、浮世絵研究家のリチャード・レインは、軽さと自堕落な雰囲気の中にも粋を兼ね備えた女性像を描いており、自堕落かつ魅惑的な、多くの男性にとって危険な女性像を描き切った傑作であると評価している。

#### 日傘をさす女

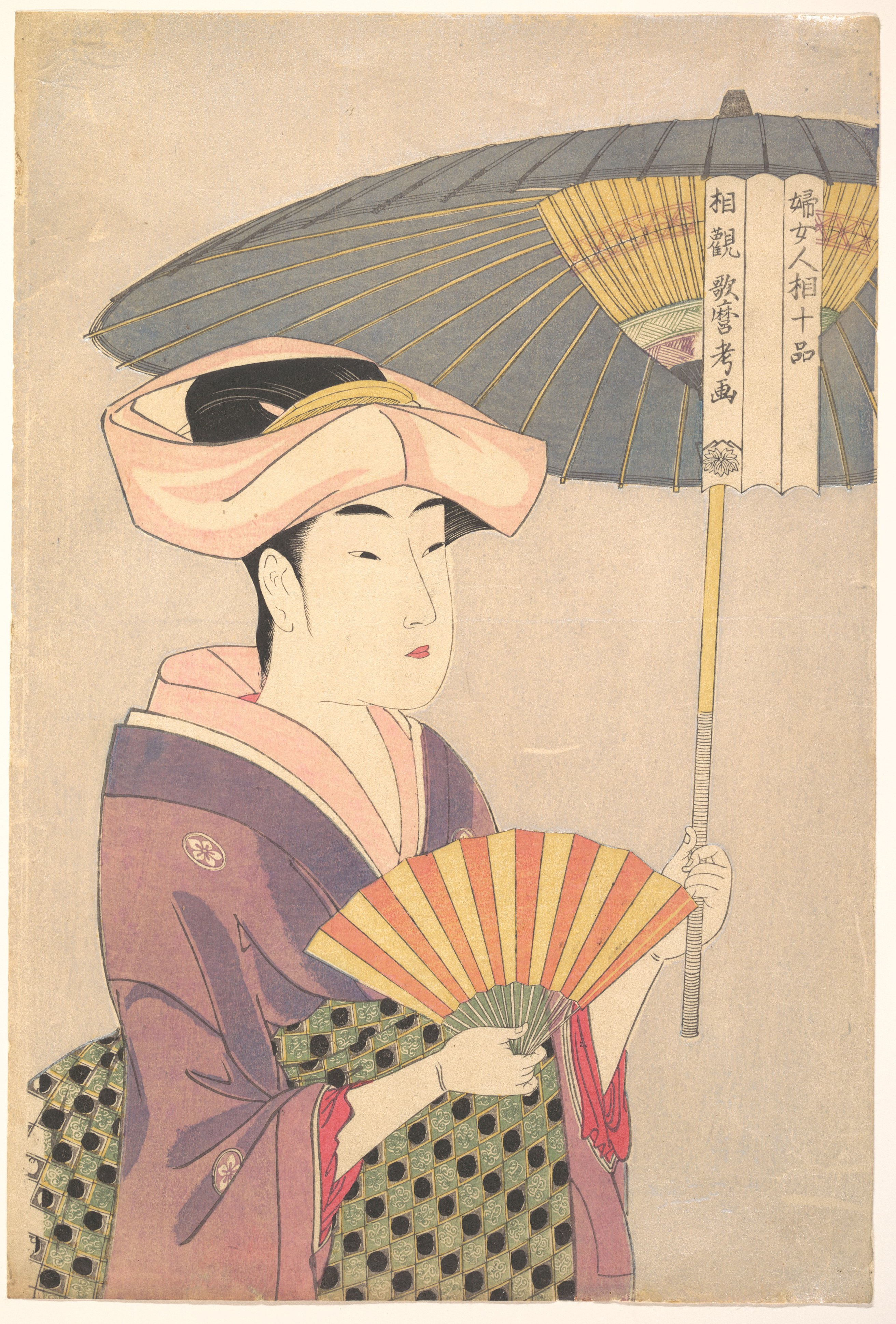
日傘をさす女

前述のように「日傘をさす女」には『婦人相学十躰・婦女人相十品』の中で唯一検閲済みを示す極印が捺されておらず、検閲を通すことなく出版されたと考えられ、シリーズの中で最後に出版されたと考えられている。
『婦人相学十躰・婦女人相十品』の他の作品には、日傘のような大きめのアイテムは使用されていない。歌麿は大きい日傘を画面上に巧みに取り入れている。 日傘は寛延年間（1748年～1751年）には市井の女性にも広まったとされていて、女性の埃除けの揚帽子、扇子とともに夏の盛りの外出光景を明るめの色使いで表現している。そして強い夏の日差しを表現するために、女性の揚帽子と着物に影がつけられている。
女性に関しては踊りの師匠ではないかとの見立てや、歌麿としては様々な階層の美人を取り上げようとしたのではと考えて、上流階級の女性ではないかとの推測、また代参時の御殿女中なのではないかとの見方もある。

## 評価
『婦人相学十躰・婦女人相十品』は『歌撰恋之部』、『北国五色墨（ほっこくごしきずみ）』と並んで喜多川歌麿の三大揃物のひとつとされている。山口桂三郎は、『婦人相学十躰・婦女人相十品』は歌麿の代表作の一つであり、作品そのもののクオリティの高さとともに、初めて美人画に大首絵と雲母摺を採用した革新性から、浮世絵史上極めて重要な作品であると評価している。
小林忠は田沼時代の開放的な雰囲気の中、鳥居清長は江戸の光景をバックにのびやかな人物の群像を描き出し、一世を風靡したが、続く時代、松平定信主導の寛政の改革の影響で、鬱屈とした雰囲気が世間を覆うようになる中、のびやかで明るい鳥居清長の画風による美人画ではなく、女性個人個人の性格や心理、特徴を描き出した歌麿の大首絵による美人画が広く受け入れられるようになったと考えている。また小林は、歌麿自身が優れた人間観察者として、その観察結果を優れた作品として結実させ、これまでの理想的美人像を描き続けていた美人画のあり方を、歌麿は実作で鋭く批判したと評価している。
歴史学者の高尾一彦は、歌麿が創始した美人画の大首絵は類型的なものに縛られている限界はありながらも、庶民が抱いている人情に基づく倫理観をベースとして制作されたものであり、江戸時代の封建的概念に基づく女性像を越えて、個性を持つひとりの女性として描き出そうとしたと評価した。
浅野秀剛は、『婦人相学十躰・婦人人相十品』で歌麿は女性の肌の美しさ、濃艶な色香を表現したと評価している。中でも『婦人相学十躰』の『浮気之相』は、歌麿作品の中でも濃艶な色香を表現した代表作であるとしており、またかわいらしくあどけない娘の姿を描いた「ホペンを吹く娘」に着目している。
河野元昭は、美人画の大首絵は一定のイメージが存在する美人を主題としており、また全身像と比べて形態や衣装の表現の幅がどうしても狭くなってしまうため、作品がマンネリ化する危険性が高くなるが、歌麿は『婦人相学十躰・婦人人相十品』制作に当たり、相学の発想を導入することによって作品ごとに変化をつけ、多様性がある魅力的なシリーズに仕上げていて、その手腕は驚嘆に値すると評価している。
日本近世の絵画史の研究家である藤村忠範は、『婦人相学十躰・婦人人相十品』は、雲母摺の豪華版を採用したことから考えて、歌麿、版元の蔦屋重三郎にとって満を持しての出版であったと指摘している。また作品的には理想的な美人像を描くという美人画の規範を継承しつつも、女性の上半身に絞った画面構成を採用して微妙な表情やしぐさで女性の個性を描きわけ、説明的要素を背景から排除することによって女性の姿の美しさを際立たせ、その境遇や心理状況を自由に連想させる効果をもたらしていると指摘している。
辻惟雄は歌麿が目指した美人画の表現は、現実を踏まえた上でそれを理想化して描く理想主義と、現実をありのままに描こうとする自然主義との矛盾をはらんだ緊張感の上に成り立っていると論じている。辻はアーサー・ディヴィスン・フィッケの論説を引用しつつ、理想主義と自然主義の二兎を追おうとした歌麿の作風は矛盾をはらんだものであり、官能的な美しさあふれる理想美を描いた美人画の表現にもリアリスティックな歌麿の視点が生きており、喜多川歌麿という芸術家の知的リアリストとしての評価が求められると指摘している。

## 影響

### 鳥居清長の『十体画風俗』
『婦人相学十躰・婦人人相十品』の出版と同時期の寛政4年（1792年）から寛政5年（1793年）にかけて、前時代の天明年間に美人画のトレンドを牽引した鳥居清長は、『十体画風俗』という美人画の揃物を出版した。浅野秀剛は、歌麿と清長は同時期に出版した美人画の揃物で、美人画のジャンルの覇権をめぐって争ったのではないかと推測している。
浅野は歌麿と清長との美人画の覇権競争は歌麿が勝利して、清長は錦絵制作から事実上引退することになったと考えている。鳥居清長の研究家で知られる平野千恵子、アメリカの浮世絵研究家であるマニー・L・ヒックマンも浅野と同様の見解を示している。
|  |

### 美人画の系譜
『婦人相学十躰・婦女人相十品』が江戸町民らから多くの支持を集めた後も、歌麿は女性美をさらに深く追求していく。大首絵という表現様式が持つ可能性を究極まで追求した揃物である『歌撰恋之部』、『北国五色墨』の他、実在の市井の女性や花柳界の女性らをモデルとして、様々な表現様式を用いて作品化した『寛政三美人』、『娘日時計』などの名作を次々と発表し、美人画の第一人者としての地位を不動のものにしていく。
しかし寛政の改革とその後の引き締め政策下、歌麿が描く美人画は当局から目を付けられ、様々な規制の網が被せられていくことになる。また歌麿自身の画力にも衰えが見えるようになり、マンネリズムに陥った作品も目立つようになった。それでも歌麿は時代のトレンドを捉え、作風に変化をつけながら美人画を晩年まで制作し、最期まで美人画の第一人者としての地位を保ち続けた。
|  |  |  |

歌麿が作り上げた新機軸の美人画は、歌麿以降の浮世絵師たちにも影響を与えた。例えば
主に化政文化期に美人画のジャンルで活躍した菊川英山、歌川国貞、渓斎英泉らは、歌麿の美人画からの影響が指摘されている。そして明治期に主に活躍した豊原国周、 月岡芳年も、美人画の制作において歌麿の作品から影響を受け。参考にしていたことが確認されている。
|  |  |  |  |